# Ligidium birsteini
Ligidium birsteini är en kräftdjursart som beskrevs av Borutzkii 1950. Ligidium birsteini ingår i släktet Ligidium och familjen gisselgråsuggor. Inga underarter finns listade i Catalogue of Life.